# Andrzej Gliniecki
Andrzej Gliniecki (ur. 15 marca 1948, zm. 23 maja 2025) – polski prawnik i urzędnik państwowy, wiceprezydent Gdańska (1990–1991), podsekretarz stanu w Kancelarii Prezydenta RP (1995, 1996–1997), sędzia Naczelnego Sądu Administracyjnego w stanie spoczynku.

## Życiorys
Ukończył studia prawnicze. Autor m.in. wznawianego komentarza do Prawa budowlanego. W latach 1990–1991 zajmował stanowisko zastępcy prezydenta Gdańska Jacka Starościaka. Był następnie dyrektorem generalnym oraz szefem biura prawno-ustrojowego w Kancelarii Prezydenta RP. Od 1 września 1995 do 22 grudnia 1995 oraz od 3 stycznia 1996 do 30 listopada 1997 podsekretarz stanu w Kancelarii Prezydenta, za kadencji Lecha Wałęsy i Aleksandra Kwaśniewskiego. Pod koniec 1997 został powołany na stanowisko sędziego Naczelnego Sądu Administracyjnego, gdzie orzekał w Izbie Ogólnoadministracyjnej. W 2018 przeszedł w stan spoczynku.